# Lijst van burgemeesters van Nunhem
Dit is een lijst van burgemeesters van de voormalige Nederlandse gemeente Nunhem in de provincie Limburg. In 1942 werden Buggenum, Haelen en Nunhem samengevoegd tot de gemeente Haelen, die per 1 januari 2007 is opgegaan in de nieuwe gemeente Leudal.
| Ambtsperiode  | Naam burgemeester   | Partij of stroming | Bijzonderheden                          |
| ------------- | ------------------- | ------------------ | --------------------------------------- |
| 1800? - 1835? | Schreurs            |                    |                                         |
| 1835 - 1838?  | Waegemans           |                    |                                         |
| 1838 - 1843   | P. van Lier         |                    |                                         |
| 1843 - 1849   | P.J.Th. Beerenbroek |                    |                                         |
| ??            | ??                  |                    |                                         |
| 1856 - 1886   | J. van Herten       |                    |                                         |
| 1886 - 1888   | P. Stoks            |                    |                                         |
| 1888 - 1896   | P. Storms           |                    |                                         |
| 1896 - 1912   | J. Peeters          |                    |                                         |
| 1913 - 1940   | Th.J.H. Aquarius    |                    | Ook burgemeester van Haelen (1903-1936) |
| 1941 - 1942   | H.J.H. Hendriks     |                    |                                         |